# Filippo Rossi (fantino)
Filippo Rossi detto Vecchia (Siena, 7 aprile 1775 – Siena, 1º gennaio 1825) è stato un fantino italiano.
Noto anche come La Vecchia, vinse per due volte il Palio di Siena. 
Era fratello di un altro fantino: Serafino Rossi detto Serafinaccio.

## Carriera
Vecchia esordì il 17 agosto 1800, correndo senza successo per il Nicchio. Disputò quindi altre ventotto carriere senza affermarsi. 
Solo alla sua trentesima partecipazione al Palio, il 17 agosto 1817, colse la prima vittoria: con indosso il giubbetto della Lupa, Vecchia vinse superando con una gragnola di nerbate Piaccina, fantino del Bruco, sapendosi poi difendere dagli attacchi di Caino, fantino dell'Onda.
Due anni dopo, il 2 luglio 1819, Vecchia si ripeté, portando al successo proprio l'Onda, al termine di una dura lotta con Foramacchie, portacolori del Leocorno.
Chiuse la carriera il 18 agosto 1822 nel Drago, dopo aver corso almeno una volta in tutte le contrade, fatta eccezione per la Giraffa.

## Presenze al Palio di Siena
Le vittorie sono evidenziate ed indicate in neretto.
| Palio            | Contrada     | Cavallo                 | Note   |
| ---------------- | ------------ | ----------------------- | ------ |
| 17 agosto 1800   | Nicchio      | Baio di M. Morichelli   |        |
| 2 luglio 1802    | Nicchio      | Morello di A. Savini    |        |
| 16 agosto 1802   | Istrice      | Morello di G. Righi     |        |
| 8 settembre 1803 | Aquila       | Morello di B. Querci    |        |
| 2 luglio 1804    | Pantera      | Sauro di S. Pagliai     | scosso |
| 16 agosto 1804   | Civetta      | Grigio di A. Morichelli |        |
| 20 agosto 1804   | Oca          | Grigio di A. Morichelli |        |
| 2 luglio 1805    | Aquila       | Morello di P. Ricci     |        |
| 16 agosto 1805   | Nicchio      | Baio di A. Garuglieri   |        |
| 3 luglio 1806    | Pantera      | Baio di V. Cappelli     |        |
| 17 agosto 1806   | Selva        | Baio di D. Pasquini     |        |
| 3 luglio 1807    | Leocorno     | Sauro di B. Fontani     |        |
| 2 luglio 1808    | Chiocciola   | ?                       |        |
| 14 maggio 1809   | Valdimontone | Morello di G. Manetti   |        |
| 2 luglio 1809    | Aquila       | Morello di L. Cortecci  |        |
| 2 luglio 1810    | Leocorno     | Baio di B. Fontani      |        |
| 16 agosto 1810   | Bruco        | Morello di L. Meini     |        |
| 2 luglio 1811    | Tartuca      | Baio di G. Forzoni      |        |
| 16 agosto 1811   | Aquila       | Baio di G. Manetti      |        |
| 2 luglio 1812    | Valdimontone | Grigio di G. Gigli      |        |
| 16 agosto 1812   | Civetta      | Baio di B. Fontani      |        |
| 2 luglio 1813    | Tartuca      | Baio di G. Bani         |        |
| 16 agosto 1813   | Valdimontone | Morello di A. Livi      |        |
| 2 luglio 1814    | Nicchio      | Morello di G. Batazzi   |        |
| 2 luglio 1815    | Leocorno     | Grigio di G. Batazzi    |        |
| 16 agosto 1815   | Valdimontone | Baio di G. Batazzi      |        |
| 2 luglio 1816    | Aquila       | Baio di G. Nardi        |        |
| 16 agosto 1816   | Nicchio      | Morello di G. Batazzi   |        |
| 2 luglio 1817    | Torre        | Baio di G. Grandi       |        |
| 17 agosto 1817   | Lupa         | Baio di G. Grandi       |        |
| 2 luglio 1818    | Lupa         | Morello di E. Barbetti  |        |
| 16 agosto 1818   | Lupa         | Baio di G. Batazzi      |        |
| 2 luglio 1819    | Onda         | Morello di G. Parronchi |        |
| 17 agosto 1819   | Onda         | Morello di D. Meini     |        |
| 2 luglio 1820    | Chiocciola   | Baio di B. Ricci        |        |
| 16 agosto 1820   | Leocorno     | Baio di P. Bani         |        |
| 2 luglio 1821    | Valdimontone | Morello di S. Felli     |        |
| 16 agosto 1821   | Istrice      | Morello di G. Morandi   |        |
| 18 agosto 1822   | Drago        | Baio di G. Lamioni      |        |